# Kondratij Afanasjevič Bulavin
Kondratij Afanasjevič Bulavin (rusky Кондратий Афанасьевич Булавин, 1667 Saltov Ruské carství – 7. červencejul./ 18. července 1708greg. Čerkassk Ruské carství) byl jedním z hlavních vůdců kozáckého povstání na Donu proti Ruskému carství.

## Život

### Původ a mládí
Kondratij Bulavin se narodil roku 1667 v Saltově. Jeho otec, Afanasjev Abakumovič Bulavin, který pocházel z bojarských dětí, byl v roce 1659 zařazen do carských jízdních oddílů a v městských archívech je u něho k roku 1660 uvedeno, že byl jezdcem s vlastní mušketou. Afanasjev měl tři syny: nejstarší Fjodor se narodil kolem roku 1653, prostřední syn Ivan roku 1660 a nejmladším byl právě Kondratij.
Afanasjev Bulavin podal v únoru 1675 stížnost, že nedostává za své služby ze státní pokladny žádný plat a dosud mu nebyla ani vyměřena vlastní půda, ačkoliv slouží již od roku 1659 a v letech 1675-1675 sloužil v pluku bělgorodského vojvody knížete Romodanovského, se kterým táhl „v maloruských městech na Dněpru“ proti Krymským Tatarům. Není známo, kdy car Alexej I. Michajlovič žádosti vyhověl, ale pozemky pro Bulavina byly v blízkosti Saltova vykáceny. Přesto z neznámého důvodu odešel Afanasjev Bulavin i s celou rodinou k řece Don, kde byl v kozácké stanici Trochizbjanskaja zvolen atamanem – zde začíná začleňování Bulavinů mezi donské kozáky.
Sám Kondratij Afanasjevič Bulavin byl zvolen v roce 1703 setníkem města Bachmut a zůstal jím až do února 1707.

### Spor o solné doly
V roce 1705 kozáci pod Bulavinovým velením obsadili solné doly v Bachmutu, které předtím zabrala carská vláda, a začali sami vyrábět sůl. Izjumský pluk, který střežil pro cara solnice se muset stáhnout. Bulavin se v okolí Bachmutu proslavil a získal oblibu. Izjumský plukovník Ščust podal na Bulavina stížnost a v létě 1706 dorazil do Bachmutu vyšetřující úředník Alexej Gorčakov s oddílem vojáků, aby si prohlédl solné pánve a sporné pozemky. Bulavin je zajal, odzbrojil a pak poslal zpět do Voroněže. Argumentoval tím, že nedostal od atamana příkaz s úředníkem spolupracovat. Tím začal Bulavinův osobní boj s carskou vládou.

### Bulavinovo povstání

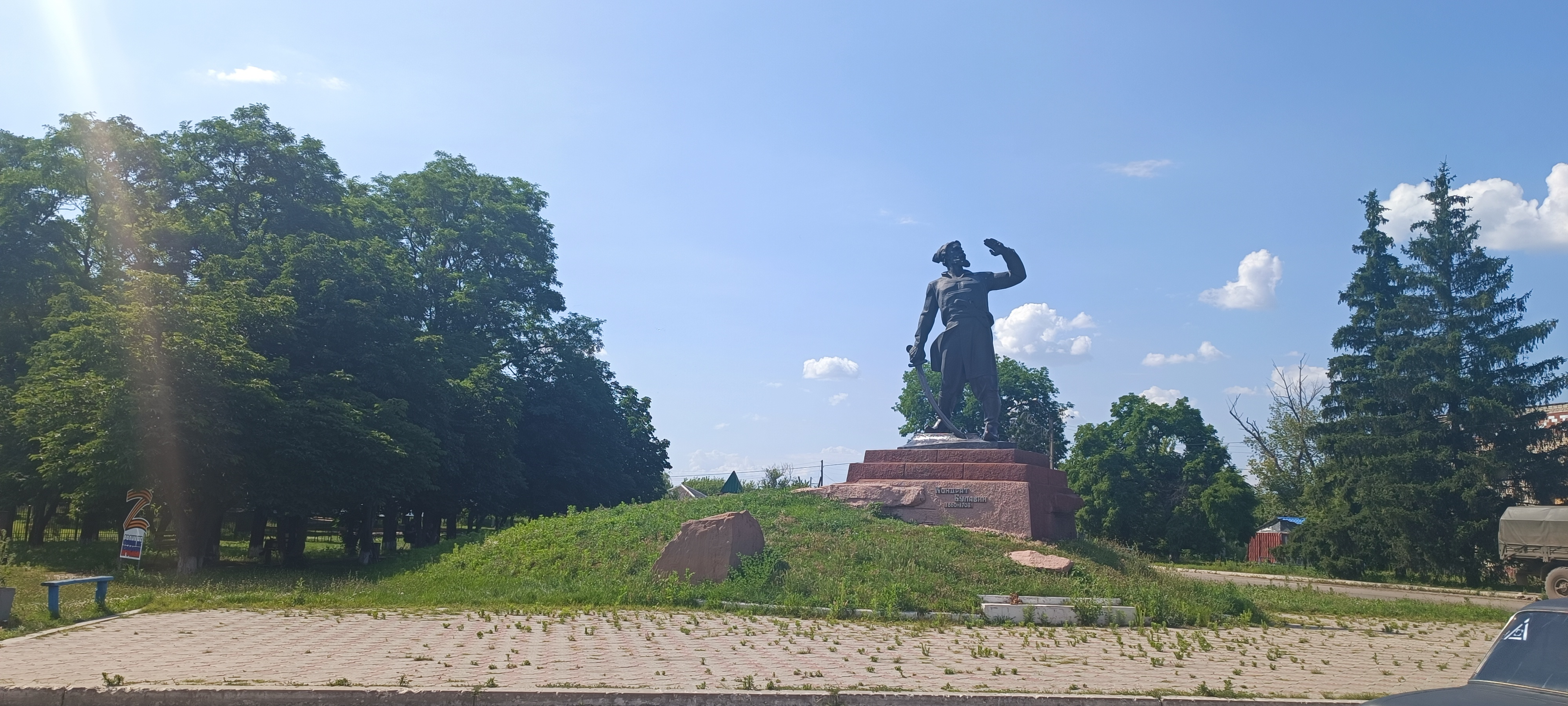
Bulavinův pomník v Trjochizbence na Donbase

Na Donu se usazovali uprchlí rolníci a tak car Petr I. Veliký vyslal trestný oddíl pod vedením knížete Jurije Vladimiroviče Dolgorukova, aby uprchlíky vyhledal, pochytal a vrátil zpět statkářům. Kníže Dolgorukov dorazil v září 1707 se svým oddílem do Čerkassku, kde mu ataman donského vojska Lukjan Maksimovič Maksimov přislíbil pomoc se stíháním uprchlíků. Dolgorukov pochytal na dva tisíce uprchlých rolníků a další tisíce vyhnal z osad do roklí a stepí. Bulavin byl jediný, kdo se rozhodl proti vládnímu oddílů zasáhnout. Když se na noc oddíl knížete Dolgorukého zastavil v Šulginské stanici, zaútočil na ně 8. října 1707 Bulavin v čele asi 150 kozáků. Vojáci včetně knížete byli Bulavinem zajati a následně pobiti jako trest za drancování kozáckých stanic.
Ataman Maksimov se rozhodl proti Bulavinovi rázně zakročit a již 18. října na břehu Ajdaru u města Zakotnoje byl Bulavin poražen a donucen k útěku přes Bachmut do Záporožské Síče, kde uzavřel tajnou alianci s tamními kozáky. Přezimoval v tvrzi Kodak a na jaře 1708 se vrátil zpět na Horní Don s povstání vypuklo s novou, větší silou. K jeho povstalcům se přidala masa obyčejných kozáků, kteří předtím stáli stranou.
V dubnu 1708 se povstání rozšířilo do Kozlovského, Tambovského, Nižnělomovského a Verchnělomovského újezdu, na Slobodskou Ukrajinu, Levobřežní Ukrajinu a do Povolží. Bulavin se s oddílem 5 tis. kozáků přesunul do Čerkassku a dne 9. dubna 1708 porazil atamana Maksimova a jeho 3 tis. kozáků věrných carské vládě. Ataman Maksimov se stáhl v Čerkassku a Bulavin ho oblehl. Obležení kozáci zajali svého atamana a jemu věrné důstojníky a vydali je Bulavinovi, který je nechal odsoudit a následně popravit stětím. Čerkassk byl obsazen, stal se přesunutou základnou povstání. Bulavin byl zvolen donskými vojáky novým atamanem místo popraveného Maksimova. To vše vážně znepokojilo cara Petra I., který vyslal na Don armádu o síle 32 tis. mužů a do jejího čela postavil knížete Vasilije Vladimiroviče Dolgorukého, bratra kozáky zabitého knížete Jurije Dolgorukova.
Ve své korespondenci s ruskou vládou se Bulavin snažil povstání vylíčit jako vnitřní kozácký konflikt a předstíral, že je loajálním poddaným, ale mezitím spřádal rozsáhlé plány na širokou koalici se záporožskými a kubáňskými kozáky a s Nogajskou hordou. Snažil se také navázat kontakt s tureckým sultánem pro společné akce proti ruské vládě. Jádro povstalců tvořili kozáci, dezertéři a uprchlí rolníci.

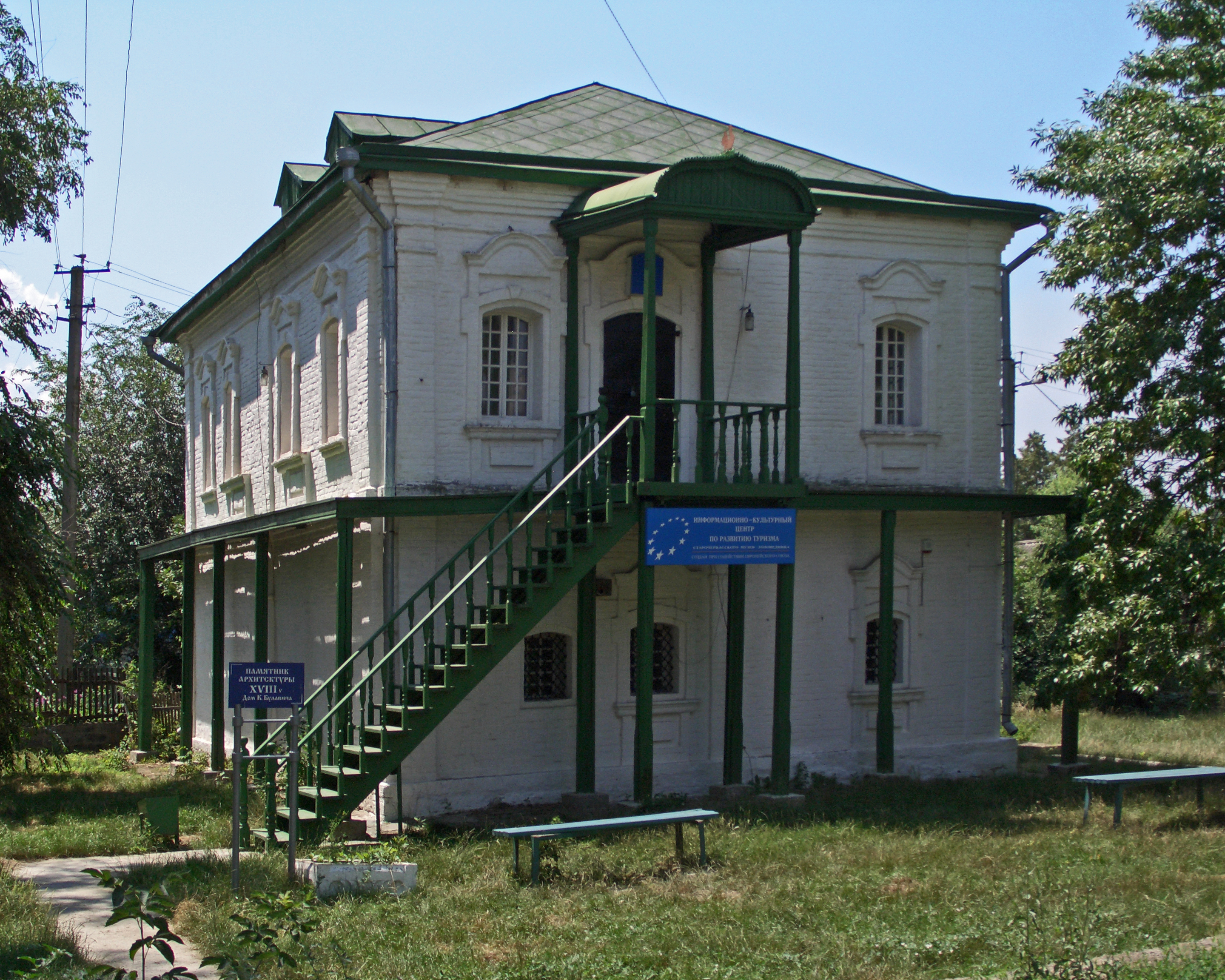
Atamanův dům ve Staročerkassku

Bulavin udělal chybu a rozdělil své povstalce na tři oddíly. Ataman Ignat Někrasov byl vyslán k Volze, ataman Semjon Dranyj operoval na území Izjumského pluku a jižních okresů přiléhajících k izjumské linii. Sám Bulavin zůstal v Čerkassku, odkud posílal dopisy s výzvou, aby se ruské pohraniční oblasti postavili za práva kozáků proti „zrádcům“, což byli dle jeho názoru „bojaři, šmelináři a Němci“. Aby se tento plán uskutečnil bylo nutné dobýt opevněnou carskou pevnost Azov. Špatně připravené tažení k Azovu ale selhalo. Povstalci byli během obléhání drceni dělostřeleckou palbou obránců i námořního dělostřelectva a byli vystaveni protiútokům obléhaných ruských vojáků, proto ve zmatku raději ustoupili. Bulavinovým povstalcům chyběla vlastní děla a především techničtí odborníci. Povstalci byli zvyklí především na rychlé nájezdy a krátké obléhání.
Kníže Dolgorukov drtil jednotlivé oddíly povstalců a rychle postupoval k Čerkassku. Část povstalců se proto rozhodla zachránit se tím, že Bulavina vydá knížeti a požádají o carskou milost. V noci 18. července 1708 byl Bulavinův dům napaden spiklenci. Bulavin se s hrstkou svých věrných důstojníků bránil přesile. Podle oficiální verze, kterou šířil nově zvolený ataman Ilja Zerščikov, se Bulavin sám zastřelil, když viděl, že spiklenci obkládají jeho dům rákosím a chtějí ho zapálit. Ve skutečnosti byl ale zabit v boji. Bulavinovo tělo, aby se potvrdila jeho smrt, bylo převezeno do Azovu, kde mu byla useknuta hlava, která byla naložená v lihu odeslána carovi, aby viděl, že vůdce povstání bylo poraženo. Bezhlavé tělo bylo za nohu pověšeno na azovské hradby.
Po Bulavinově smrti povstání ještě chvíli pokračovalo, ale povstalci již jen ustupovali. Zbytky oddílů pod Někrasovovým vedením nalezly záchranu na Kubáni, která v tu dobu patřila Krymskému chanátu.

## Památky

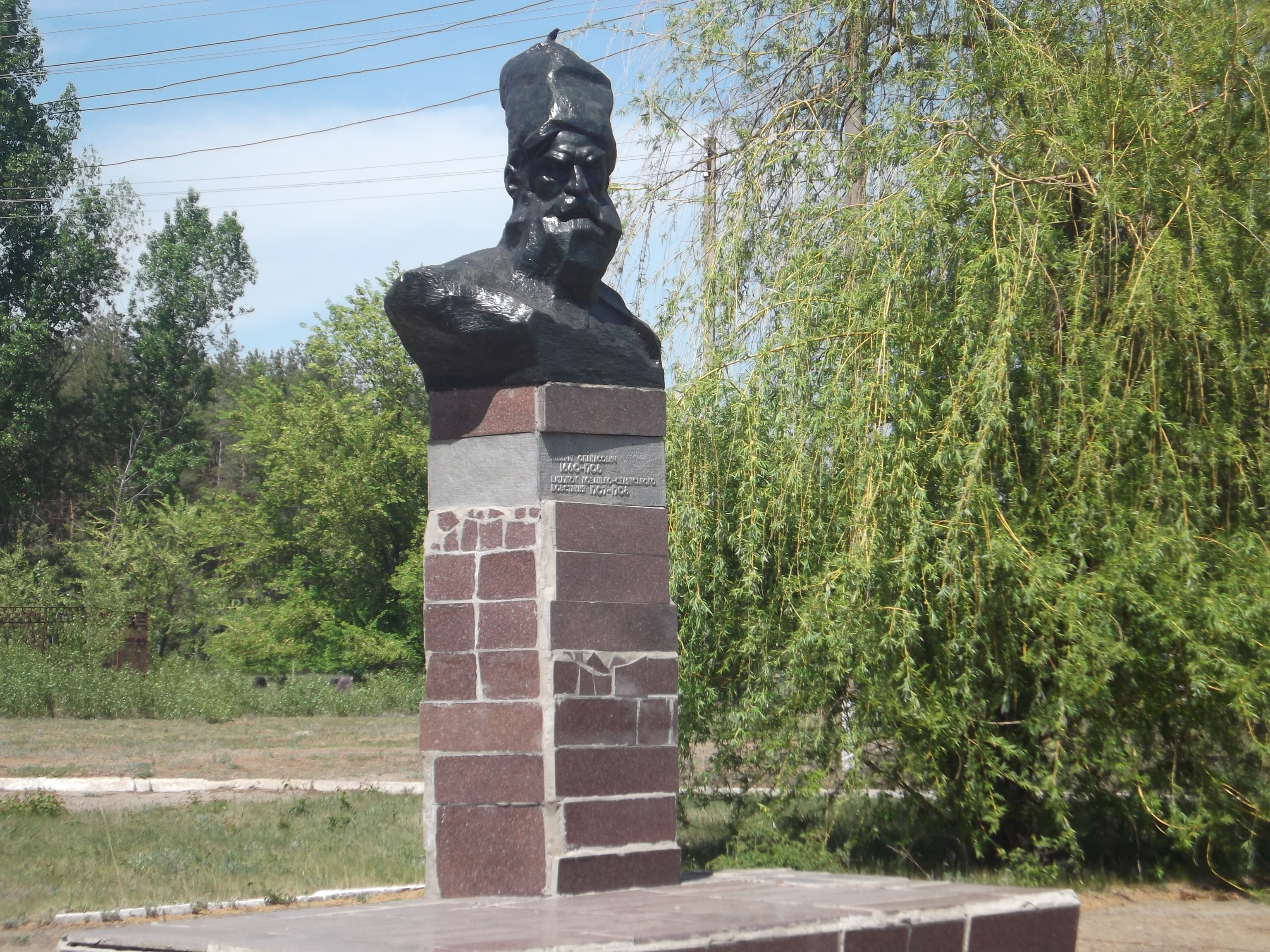
Bulavinova busta

- Bulavinskoje – sídlo městského typu na Donbasu je pojmenované po Bulavinovi
- Bulavinovka – vesnice na Donbasu
- Bulavin – řeka na Ukrajině
- Po Bulavinovi jsou pojmenovány ulice v ukrajinských městech Záporoží, Krivoj Rog, Starobelsk a Lysyčansk, v ruském městě Semiluki a v kazachstánském městě Rudnyj
- Ve vesnici Trochizbenka, která byla mylně považována za Bulavinovo rodiiště, byl v roce 1998 vztyčen bronzový pomník v životní velikosti (sochař N. Možajev)
- V roce 1971 byl v Bachmutu vztyčen pomník s Bulavinovou bustou (sochař K. Kuzněcov, architekt V. Gnězdilov)
- Busta v Bulavinovce (sochař I. Ovčarenko)